# Cally Monrad
Cally Monrad (née le 31 juillet 1879 à Gran, Comté d'Oppland – mort le 23 février 1950) est une chanteuse, actrice et poète norvégienne. Elle est surtout connue comme chanteuse de concert et d'opéra.
Membre du parti Nasjonal Samling, elle est metteur en scène au Det Norske Teatret de 1942 à 1945, lors de l'occupation de la Norvège par le Troisième Reich. Après la guerre, en 1947, elle est condamnée à un an d'emprisonnement lors de la purge d'après-guerre de la Norvège,,,.